# Kostel svatého Gotharda (Vysoké Chvojno)

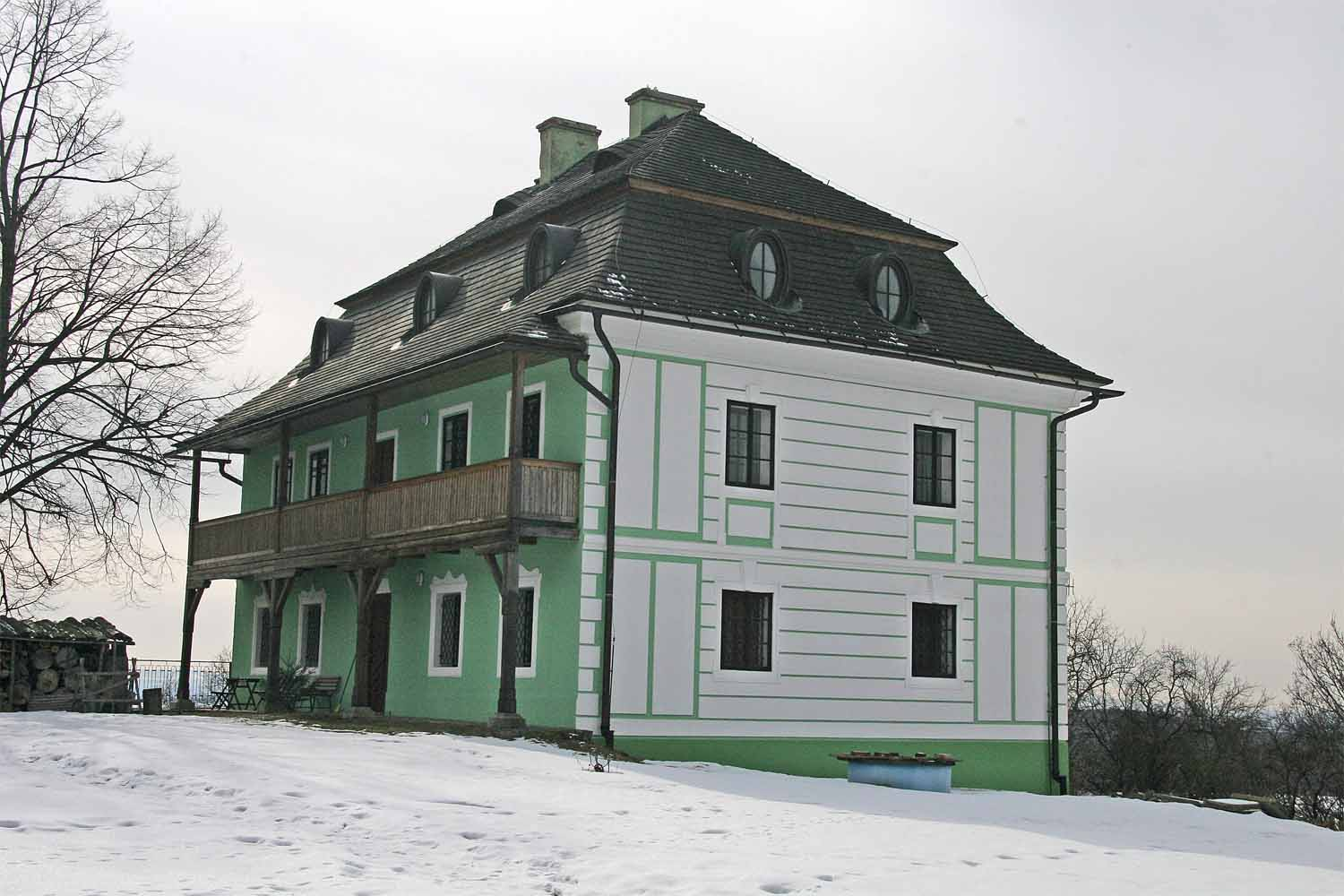
Bývalá fara

Římskokatolický kostel svatého Gotharda postavený v letech 1733 až 1735 je spolu s nedalekou budovou bývalé fary dominantou Vysokého Chvojna v okrese Pardubice, zdaleka viditelnou nad polabskou rovinou. Kostel i fara jsou chráněny jako kulturní památky České republiky.

## Historie
Původní dřevěný farní kostel ve Vysokém Chvojně je poprvé zmiňován ve 14. století, za husitských válek však byl zbořen a území farnosti připadlo k holické farnosti. Později byl znovu postaven, a to opět jako dřevěný, ten však musel být pro svou zchátralost po čase zbourán. Na jeho místě se podle projektu Tomáše Haffeneckera z roku 1729 začal v roce 1733 stavět kostel zděný, dokončený v roce 1735 podle projektu upraveného Kiliánem Ignácem Dientzenhoferem a počátkem září 1735 vysvěcený. 
Větší opravy kostela se uskutečnily v letech 1898 a 1928, v roce 1968 byla opravena fasáda a v roce 1993 provedena nová elektroinstalace a kostel nově vymalován. V roce 2014 byla obnovena vnější fasáda kostela.
Kostel je původně již z první poloviny 12. století, kdy je písemná zpráva probošta Vyšehradského kláštera z r. 1139: Na tvrzi Chwogne onemocněl vládnoucí kníže český Soběslav. Byl přenesen na Hostin Hradec, kde v únoru 1140 zemřel. František Palacký to vysvětlil tak, že se jedná o Chvojno – předměstí Dvora Králové a Hostin Hradec je dnešní Hostinné. Současní nejuznávanější historici prof. Žemlička z UK a prof. Wolf z Univerzity Hradec Králové (UHK) jednoznačně identifikují Chwogno jako dnešní Vysoké Chvojno a Hostin Hradec jako Hradec Králové.[zdroj?] Mimo uvedený zápis to potvrzuje průzkum katedry historie UHK v roce 1996, kdy bylo nalezeno více než 2000 různých pozůstatků osídlení identifikovaných do první poloviny 12. století.[zdroj?]
Ještě ke stávajícímu kostelu: Rozhodnutí o obnovení kostela jako farního bylo v roce 1710, skutečné obnovení činnosti (první zápis do matriky) 1711. Vlastní stavbu potom provedl stavitel Roček z nedalekých Dašic, dle návrhu K. I. Dientzenhofera. T. Haffenecker předložil návrh stavby, ale realizace byla dle Dientzenhofera 1733–1735. Cena 5200 zl. selský grunt v té době 80–100 zl. (doklady Depozitář Pražského hradu).

## Popis
Téměř severojižně orientovaný kostel je na severní straně zakončen věží čtvercového půdorysu, kněžiště se nachází na jižním konci chrámové lodi. 
Prostřední z původních pěti zvonů byl odlitý roku 1590 a má napisy „LETHA PANIE MDLXXXX SLYT GEST ZWON TENTO KE CTI A K CHWALE BVOZI OD MISTRA ELYASSE ZWONARZE W HRADCY NAD LABEM“ a „GISTIE GISTIE PRAVIM WAM ZIE KDOZ SLOWA MA SLYSSI WIERZI TOMU KTERYZ MNIE POSLAL NA SOUDIE PRZIGDE ALE PUOIDE Z SMRTI DO ZIWOTA WIECZNEHO“. Druhý zvon je menší, z roku 1935. Cenná renesanční cínová křtitelnice je z roku 1615. 
Na kůru kostela jsou umístěny varhany. Tento dvoumanuálový mechanický zásuvkový nástroj s pozitivem v zábradlí kůru postavil Josef Andrýs z Neznášova v roce 1864 za 825 zl. Za varhanami je umístěna trojice původních klínových měchů doplněná ventilátorem.
Součástí areálu je i barokní objekt bývalé fary (čp. 1) s mansardovou střechou z roku 1786, který se nachází cca 70 metrů západně od kostela a od v 80. letech 20. století je v soukromých rukou. V malém parčíku před kostelem stojí barokní socha sv. Jana Nepomuckého. Kostem kostela se rozprostírá nepříliš rozlehlý hřbitov. V poslední době je farnost spravována excurrendo z Holic.

## Život svatého Gotharda
Život sv. Gotharda
Narodil se roku 960 v Reichensdorfu, v dnešním dolním Bavorsku, v rodině chudého rolníka. Jako chlapec vstoupil do kláštera benediktýnů a již roku 996 v pouhých 36 letech byl jmenován opatem. Zasloužil se o zbudování 27 farností. Roku 1022 se stal, na přání samotného císaře Jindřicha II.tzv. Svatého, biskupem v Hidelsheimu v severní části Německa. Zemřel jako biskup hildesheimský roku 1038 v 78 letech , což byl věk v té době mimořádný pro absenci lékařské péče. Uctíván je především v Německu a ve Švýcarsku, kde je po něm pojmenován i nejznámější alpský průsmyk i tunel - Svatogotthardský. Nebyl mučedníkem, ale patří do skupiny svatých „biskupů vyznavačů", tj. těch, kteří osvědčili křesťanskou víru svým životem. Je patronem zedníků. Nepodařilo se zjistit, jaký zázrak se stal v souvislosti s jeho svatořečením, které bylo velmi brzy po jeho smrti učiněno papežem Inocence roku 1131. V katedrále v Hidelsheimu je na hlavním oltáři zobrazen, jak křísí dva mrtvé. Skoro náhodou se podařilo zjistit, že s jeho jménem je spojován zázrak v Čechách. Zázrak je zaznamenán v zápisech probošta vyšehradského ze 12 století. Popisuje ženu z obce Běstviny, která nemohla chodit. Této ženě se zdál sen, ve kterém k ní přišel sv. Jan Evangelista a druhý muž představený jako biskup Gothard a řekl jí, ať vstane z postele a jde. Měl k tomu jednu podmínku: Nesmí již spát s žádným mužem. Skutečně žena od té doby chodila a ve vsi byla postavena basilika sv.Gotharda. V žádné vsi Běstviny kostel zasvěcený sv.Gothardu není. Historik Vaníček uvádí, že se jedná o dnešní ves Běstviny na Čáslavsku. Kult sv.Gotharda zavedl do Čech přemyslovský kníže Soběslav I., nejmladší syn krále Vratislava, který byl vládnoucím knížetem českým od roku 1125 do roku 1140. S jeho jménem je spojen první zápis o obci Chvojno od probošta Vyšehradského kláštera který uvádí, že: "Na Boží narození roku 1139 onemocněl na tvrzi Chwogno kníže Soběslav a byl přenesen na Hostin Hradec, kde obklopen příbuznými, v únoru 1140 zemřel." Na Chvojně byl Soběslav již zřejmě od roku 1115, kdy kronikář Kosmas uvádí, že na přímluvu matky Svatavy Piastowské mu starší bratr Vladislav, v té době vládnoucí kníže český, udělil v léno Hradec nad Labem se čtyřmi okolními tvrzemi. Ty vyjmenovány Kosmasem nejsou, ale dá se předpokládat, že jedna z tvrzí bylo Chvojno.
- 1.5.2009 zapsal Bedřich Centner, včelař a pomocný zvoník u sv. Gotharda ve Vysokém Chvojně

## Zajímavosti
Středem makovice umístěné na špičce věže kostela prochází trigonometrický bod. Ve středu makovice ve směru vodorovném je nadmořská výška 331,80 m n. m. 